# Academicum Catholicum Sueciæ
Academicum Catholicum Sueciæ är en förening stiftad 1939 i syfte att samla katolska akademiker i Sverige samt verka för svensk katolsk litteratur av hög standard och bildandet av ett bibliotek med vetenskapligt värdefull katolsk litteratur.
Föreningen har anordnat föredrag, diskussioner och sommarmöten och sökt samarbete med motsvarande sammanslutningar i de andra nordiska länderna.